# Euceros albomarginatus
Euceros albomarginatus là một loài tò vò trong họ Ichneumonidae.